# Juan Contreras y San Román
Juan Contreras y San Román (Pisa, 2 de març de 1807 - ¿?, 1881) fou un militar i polític espanyol.
Liberal, fou allunyat de l'exèrcit el 1823. El 1841 es proclamà esparterista. Posteriorment, s'uní al general Prim i intervingué en la fracassada revolta de la caserna de San Gil a Madrid de 1866.
Fou diputat a les corts constituents del 1869 i se significà com a dirigent dels intransigents del Partit Republicà Democràtic Federal, formant part del seu Directori Nacional entre l'abril i l'octubre del 1872 i participà en l'alçament intransigent de l'octubre de 1872 i dirigí l'alçament intransigent de novembre de 1872.
Proclamada la Primera República Espanyola, fou nomenat capità general de Catalunya, càrrec que ocupà des de febrer. El general Contreras va sortir de Barcelona el 15 de març en direcció a Esparraguera amb sis companyies del regiment d'infanteria d'Amèrica, una secció del regiment de cavallería d'Alcantara, una altra d'Almansa, i una altra de Tetuan, i una bateria d'artilleria de muntanya, dirigint-se a continuació a Manresa i Moià havent d'encapçalar la columna des de Moià fins a Vic per enfrontar-se a Jeroni Galceran i Martí Miret que li tallaven el camí a La Gleva, on tot i foragitar els carlins i morir Galceran, però es va haver de retirar de nou a Vic. mentre Francesc Savalls, va emprendre un atac contra Ripoll, que va caure el 23 de març i va dimitir març del 1873 en desacord de la tàctica de persecució dels carlins que se li havia imposat.
El 14 de juliol es posà al davant del moviment cantonalista de Cartagena com a general en cap, i quan la revolució cantonal fou vençuda el 12 de gener del 1874, s'exilià a Orà.